# Papponymie
La papponymie est la pratique onomastique d'anthroponymie partagée par différentes cultures, peuples ou religions sous différentes modalités à travers l'Histoire humaine de nommer un fils suivant le nom de son grand-père. Le grand-père en question peut-être situé du côté maternel ou paternel de l'arbre généalogique, en fonction de la pratique culturelle en vigueur. Dans certains cas de figure, le terme peut aussi être utilisé pour désigner le fait de nommer une fille selon celui de sa grand-mère, bien que la traduction donne plutôt mammonymie.
Parmi les groupes humains ayant fait usage de cette pratique, on trouve l'Égypte antique, la Grèce antique, Israël antique, divers peuples sémitiques, les juifs, les chrétiens ou encore les musulmans.

## Égypte antique
En Égypte antique, la papponymie des fils, et parfois des filles, avec leurs grands-parents est attestée de manière assez importante à partir de l'Ancien Empire, et s'accroît jusqu'à la Basse époque, où elle devient très en vogue,. Certaines dynasties pharaoniques suivent cette pratique, comme la XXIIe dynastie.

## Grèce antique
En Grèce antique, la papponymie des fils et des filles avec leurs grands-pères et grand-mères paternels ou maternels est un facteur important de reconnaissance d'une famille. L'usage est rare, même si pas inconnu, dans la société grecque, avant le VIe siècle av. J.-C., mais se généralise à partir de l'époque classique. Il est ensuite fréquemment attesté dans les sources antiques et devient un des fondements de l'onomastique grecque,,. Dans la majeure partie des cas, le fils aîné prend le prénom de son grand-père paternel, le suivant est nommé suivant son grand-père maternel, et les suivants selon les oncles ou le père. Pour les filles, l'aînée porte le prénom de sa grand-mère maternelle, la suivante celle de sa grand-mère paternelle, puis les suivantes prennent celui des tantes ou de leur mère.